# Операція «Твігі 94»
Операція «Твігі 94» (хорв. «Tvigi '94») ― операція здійснена Хорватською радою оборони проти Армії Республіки Боснія Герцеговина у 1994 році.
Ціллю операції було розгромити АРБіГ біля Ускопля та Рами та з'єднати Герцег-Босну з хорватськими анклавами Лашван та Киселяк.

## Передумови
13 Вересня 1993 року боснійські угрупування почали повномасштабну наступальну операцію «Неретва-93» на фронтовій ділянці від Ускопле до Мостара. Бойові дії почалися з нападу на село Црні Врх (Громада Коніц). Але початок наступу виявився невдалим, атаку у селі відбила бригада HVO «Рамай», що зірвало план захоплення села Прозоре, котрий планувався у штабі АРБіГ. Після декількох місяців оборони та провалу операції мусульманских сил, хорватські війська перейшли у наступ. Невеликі наступальні атаки хорватських сил готували ґрунт для більш масштабного наступу для прориву боснійських укріплень під Прозоре. Під кінець жовтню 1993 року бригада Рамай взяла стратегічно важливий пагорб Бреновац, а через три тиждня прорвала оборонні лінії боснійської армії в районі Завісче, поставивши АРБіГ у невигідне становище. Після початку зими, серйозних наступальних дій ніяка зі сторін не починала. Тим часом хорватські сили розробляли план наступальної операції «Tvigi 94».

## Хід операції

### Наступ
Операція «Твігі 94» з самого початку була названа «Першим серйозним хорватським наступом у Боснійський війні» британським інформаційним агентством «Reuters», ґрунтуючись на даних Охоронних сил ООН.
Вже за 10 годин хорвати почали масштабні бойові дії проти боснійців, прорвавши добре укріплене село «Хере». Хере мало стратегічне для обох сторін. Напад планувався декілька раз, але було декілька причин чому воно не сталося до 24 січня 1994 року.
На головному фронті наступу ― на напрямку сел Хере та Консько, ударна група складалася з декількох підрозділів спеціальних військ яких підтримували декілька батальйонів та рот з бригади «Рамай». За декілька годин до початку операції хорватські підрозділи заблокували стратегічні комунікації армії БіГ. Операція почалася рано в ранці з артилерійських обстрілів та танкової атаки зі сторони хорватських військ, ціллю которих було породити паніку серед ворожих військових. Але завдяки їй хорватські сили не допустили перебросу боснійських військ до лінії оборони. Після цього, хорватські сили почали наступ у районі Хере та гір Консько а також на правому фланзі, аби запобігти відправці частин 6-корпуса 317-бригади АРБіГ, хорватські війська почали наступ на важливі висоти Завісче, Шкарине Главе та Берач. Атаку боснійських позицій в Завісче очолила бригада «Рамай», а на Шкарину і Берач — «Тюремний батальйон» 1 гвардійської бригади і отряду «Людвига Павлича» HVO. Війська бригади «Рамай» швидко зайняли висоту Завісче, де для утримання позицій та домінування на фронті, був виставленний танк, який міг вести вогонь у великій зоні. Завдяки цьому, у ході тяжких боїв були зайняти і дві інші висоти — Берач та Шкарине Главе.
У той час на правому фланзі частини бригади «Рамай» предприйняли скоординовані атаки з чотирьох напрямків. Перша атака була здійснена у напрямку з району Коміну у сторону Консько, яку здійснив загін спеціального призначення «Маринко Бельжо» та частина 3-батальйону Уздоли. Другим напрямком був район села Юрічи у сторону Герської Кривини. З цього напрямку бійці 3-го батальйона та взводу Доброша приймали спроби наступательних операцій. Третім напрямок починався, також зі сторони села Юрічи, зправа від Герської кривини, напрямок вів напряму у Хере. Атаку з цього напрямку здійснили бійці 1-го батальйону Фофай. Четвертий напрямок починався з села Уздола, через село Пале. З цього напрямку атакував анти-диверсіонний загін «Бата», диверсійний загін «Іван Перан — Іно» та один развідувальний загін. Прорвавши позиції ворога у райоіе Герської Кривини та зайнявши дорогу Хере — Добро Поле, супротивник був відрізаний від підкриплення у цьому напрямку і створені умови для подальшого наступу. У районі Коньско силам хорватів вдалося прорвати оборону супротивника та захопити частину линії оборони. Після вдачної спроби прориву позицій була предприйнята ще одна спроба наступу, але із-за невідновлюваних втрат та жорсткого супротиву ворога на напрямку ця спроба була закінчена, та фокус атаки перейшов на домінуючу висоту Крстишче. У той же час противодиверсійний загін «Бата», диверсійний загін «Іван Перан — Іно», разідувальний загін та інші участники бригади «Рамай» атакували у напрямку села Пале-Уздол та через нього продвинулись у бік Хере. При підтримці артилерійської батареї та танків частини з успіхом продвинулися у бік Хере. «Маринко Бельо» зайняв холм Крстишче та наполовину окружив ворога.
При такому розкладі подій ворог, кинувши зброю та техніку, покинув свої позиції та ініцював наступ до села. Після взяття Крстишче участники бригади «Рамай» увійшли у село з декількох напрямків і ворог був винуждений відступити у напрямку Коньско, Добро Поле і Шчип. Увійшовши у село, вони предприйняли спробу вичистити село від мусульман, після чого був ранений командир бригади «Рамай» та декілька солдат. Також, крім очищення села, дії підрозділу були перенесені у бік Коньско для втримання нових позицій. З приходом вечору, активні бойові дії завершились. У ході боїв за поселення Хере АРБіГ усіляко намагалася зберегти частину своїх позицій, але туди була направлена 45-гірсько-штурмова бригада, яка до цього знаходилася у глибокому тилу. Під час боїв Армія Республіки Боснія і Герцеговина понесла великі втрати та не змогла оказати допомогу раненим. Крім того, із-за великих втрат вони зробили усе для стримання хорватського наступу. З цією ціллю особистий склад 45-й гірсько-штурмової бригади був переброшений у район Блазини, а в Ябланиці була предприйнята спроба мобилізації населеення для посилення окремого батальйону у Прозорому.

### Завершення кампанії
Операція була завершена 21 лютого 1994 року в зв'язку з Вашингтонською угодою яка почала діяти 25 лютого 1994 року та зупинила Хорватсько-Боснійську війну.

## Наслідки
Завдяки операції «Твігі 94», бригада ХВО «Рамай» досягла стратегічної мети, зайнявши стратегічну позицію та зупинила наступ боснійських сил. Операція на фронті Рама-Ускопле змінила баланс сил, ознаменувавши крах у війні ХВО та АРБіГ, і в той же час створила умови для підготування Вашингтонської угоди, поклавшу кінець Хорватсько-Боснійській війні.

## У інформаційному плані
У інформаційному плані операція «Твігі-94» була для «Рами» та Герцег-Босни своєрідною операцією «Буря», завдяки якій боснійські хорвати змогли зруйнувати плани боснійців. Операція розвіяла боснійський міф о непереможності в очах хорватів, та оборони армії БіГ та її бастіону — Укріпленого села Хере. Усього за десять годин був розвіяний міф АРБіГ про оккупацію Прозорого та усієї Рами та відступу хорватів.